# یاربورو
یاربورو (به انگلیسی: Yarburgh) یک روستا و محله مدنی در بریتانیا است که در لیندسی شرقی واقع شده‌است. یاربورو ۱۵۸ نفر جمعیت دارد.